# Odell (Texas)
Odell è una comunità non incorporata degli Stati Uniti d'America della contea di Wilbarger nello Stato del Texas.

## Geografia fisica
Odell si trova all'incrocio tra le Farm Roads 2379, 91 e 432 e la Atchison, Topeka and Santa Fe Railway, a quindici miglia a nord-ovest di Vernon, nell'estrema periferia nord-occidentale della contea di Wilbarger. Il Wanderers Creek confina con la città a ovest.